# 21 Dywizja Polowa Luftwaffe
21 Dywizja Polowa Luftwaffe (niem. 21 Luftwaffe Feld Division) – utworzona została pod koniec 1942 r. na bazie rozwiązanej Dywizji Polowej Luftwaffe Meindl. W listopadzie 1943 roku przemianowano ją (jak wszystkie dywizje polowe Luftwaffe) na 21 Feld Division (L) i przydzielono do wojsk lądowych.

## Szlak bojowy
Na początku 1943 r. dywizja znalazła się na froncie wschodnim i walczyła w ramach Grupa Armii Północ. Przez ponad rok toczyła walki obronne pod Starą Russą. Następnie w styczniu 1944 brała udział odwrocie spod Leningradu, a lutym walczyła nad jeziorem Ilmen. W listopadzie 1944 r., gdy Grupa Armii Północ znalazła się na terytorium Łotwy, dywizję rozwiązano.
Sztab nieistniejącej już 21 Dywizji Polowej Luftwaffe był wykorzystywany do końca wojny przez 16 Armię do wykonywania zadań specjalnych. Natomiast z trzech batalionów piechoty i 21 pułku artylerii utworzono 21. grupę pułkową Luftwaffe, którą podporządkowano 329 Dywizji Piechoty.

## Struktura organizacyjna dywizji
- 31 pułk strzelców Luftwaffe
- 42 pułk strzelców Luftwaffe
- 43 pułk strzelców Luftwaffe (od stycznia 1943)
- 21 polowy pułk artylerii Luftwaffe
- 21 polowa kompania rozpoznawcza Luftwaffe
- 21 polowy batalion przeciwpancerny Luftwaffe
- 21 polowy batalion inżynieryjny Luftwaffe
- 21 polowa kompania łączności Luftwaffe
- 21 polowe dywizyjne oddziały zaopatrzeniowe Luftwaffe[2]

## Dowódcy dywizji
- Generalleutnant Richard Schimpf (od listopada 1942),
- Generalmajor Rudolf-Eduard Licht (od 13 października 1943),
- Oberst Goltzsch (od 1 kwietnia 1944),
- ponownie Generalleutnant Rudolf-Eduard Licht (od 30 sierpnia 1944),
- Generalmajor Albert Henze (od 30 sierpnia 1944),
- Generalmajor Otto Barth (od 16 lutego 1945 do końca)[2].